# Herzog Zwei
Herzog Zwei (japanisch ヘルツォーク・ツヴァイ, Herutsōku Tsuvai) ist ein Echtzeit-Strategiespiel von Technosoft und wurde 1989 für das Sega Mega Drive veröffentlicht. Es ist der Nachfolger des Spiels Herzog für den MSX.
Dieses Spiel gilt als das älteste Spiel, welches die heute bekannten Elemente des Genres Echtzeitstrategie in Spielform umsetzt.

## Spielbeschreibung
Im Spiel agieren ein oder zwei Spieler in Echtzeit auf einer Übersichtslandkarte gegeneinander, wobei ein fehlender zweiter Mitspieler durch den Computer gespielt werden kann. Beide Parteien verfügen über eine Heimatbasis, zudem sind eine größere Anzahl neutraler Basen auf den Karten verteilt (ähnliche wie bei dem Computerspiel Z), die man erobern kann. In den jeweiligen Basen kann eine Auswahl verschiedener Truppentypen (zum Beispiel Infanterie, Panzer, Verteidigungstürme) gebaut und mit einem Auftrag (angreifen, verteidigen, Basis erobern) versehen werden. Nachdem diese Einheiten eingesetzt worden sind, handeln sie eigenständig nach den ihnen erteilten Befehlen.
Der Cursor des Spiels ist eine Besonderheit, da er direkt mit dem Spiel interagiert. Es handelt sich dabei um einen Jet, der feindliche Einheiten angreifen, einzelne eigene Einheiten transportieren und sich selbst in einen Bodenkampfroboter verwandeln kann. Es ist möglich, ihn für kurze Zeit zu zerstören, jedoch taucht er anschließend sehr schnell wieder bei der Heimatbasis auf.

## Rezeption
Die deutsche Übersetzung sei stark unvollständig. Der Split Screen Multiplayer erhöhe den Spielspaß deutlich. Die Steuerung sei simpel, die technische Umsetzung makellos.